# Трунов, Константин Архипович
Константи́н Архи́пович Труно́в (25 июля 1886, Ставропольская губерния — 3 августа 1920) — русский военнослужащий, участник Первой мировой и гражданской войн. Полный георгиевский кавалер.

## Биография
Родился в селе Терновка (ныне Труновское) Ставропольской губернии. Участник Первой мировой войны, вахмистр.
В гражданскую войну наряду с И. Р. Апанасенко, К. М. Рыльским, С. В. Неговорой, П. М. Ипатовым, Ф. Г. Шпаком, М. П. Шпаком, В. И. Книгой, В. С. Голубовским, П. Л. Романенко, И. Г. Зиберовым, П. М. Давыдовым, М. И. Чумаковым и другими — один из организаторов краснопартизанских отрядов на Ставропольщине. После того как на фронтовом съезде представителей отрядов самообороны было решено переформировать партизанские отряды в регулярные части, Трунов был назначен командиром 4-го стрелкового полка 1-й Ставропольской стрелковой дивизии, впоследствии переименованной в 4-ю. Когда была введена общая для всех дивизий РККА нумерация и дивизия получила номер 32-й, Трунов был назначен командиром её 1-й бригады. 24 июля 1919 года командующий 10-й армией Л. Л. Клюев, неприязненно относившийся к частям с преобладанием кубанцев и ставропольцев и считавший, что в дивизии процветает партизанщина, на смотре дивизии объявил о сведении её в бригаду. Это вызвало волнения среди части бойцов и младших командиров. В результате дивизия всё-таки не была переформирована в бригаду, но командир дивизии А. С. Вдовиченко, Трунов и командиры 280-го и 282-го стрелковых полков были сняты со своих должностей. По их просьбе им было поручено сформировать партизанский отряд из старых бойцов-ставропольцев для действий по тылам Добровольческой армии. Затем Трунов был назначен командиром сформированного из ставропольцев 34-го Ростовского кавалерийского полка 6-й кавалерийской дивизии 1-й Конной армии, участвовал во многих боях. Погиб на польском фронте в бою под Бродами.
Некролог Трунову опубликован в газете «Красный кавалерист» за подписью Кирилла Лютова — псевдоним Исаака Бабеля, который также увековечил имя героя в своей «Конармии» в рассказе «Эскадронный Трунов».

## Память
- С 1935 года имя Константина Архиповича Трунова носят село Труновское и Труновский район в Ставропольском крае
- В селе Труновском в 1962 году установлен памятник К. А. Трунову[5]

## Награды
- Георгиевский крест четырёх степеней